# Alphons Dürr (Kunsthistoriker)

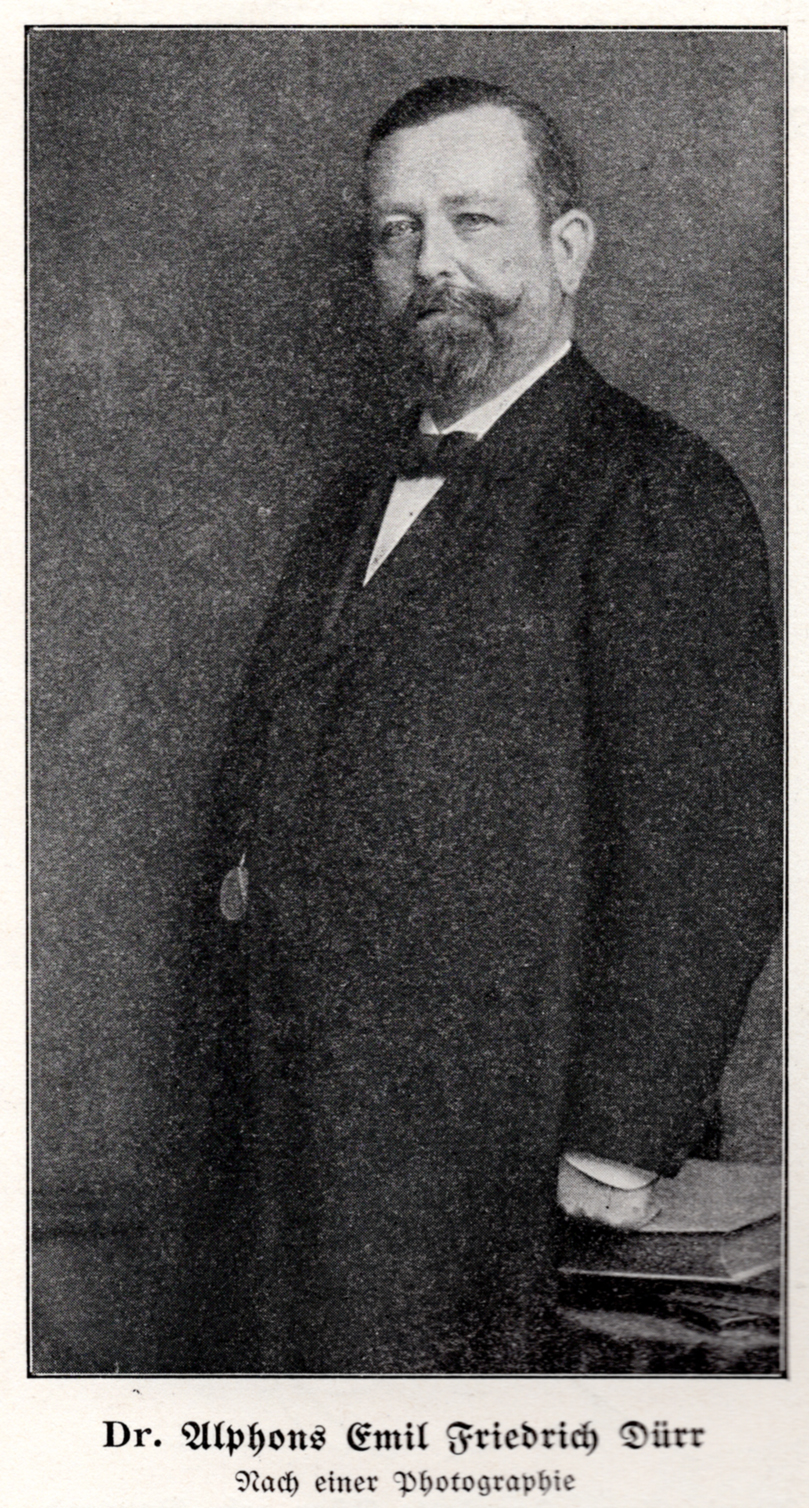
Alphons Dürr, um 1906

Alphons Emil Friedrich Dürr (* 15. August 1855 in Leipzig; † 23. September 1912 ebenda) war ein deutscher Kunsthistoriker und Verleger.

## Leben und Werk
Alphons Dürr wurde am 15. August 1855 als Sohn von Alphons Friedrich und Helene Emilie Dürr geboren. Nach Privatunterricht besuchte er von 1866 bis 1868 die 1. Realschule in Leipzig, anschließend die Thomasschule. Ab 1876 studierte er an der Universität Leipzig unter Anton Springer und in Berlin (dort 1877–1878) Kunstgeschichte, Archäologie und Geschichte. Im Mai 1879 wurde er mit einer Arbeit über Leben und Werk Adam Friedrich Oesers promoviert, die als umfangreichste Monografie zu Oeser bekannt ist. Noch im gleichen Jahr wurde er Teilhaber der Verlagsbuchhandlung seines Vaters.
Am 15. Juli 1879 heiratete Alphons Dürr in Marburg Louise Keßler (* 24. Juli 1852; † 21. November 1919). Zwischen 1887 und 1899 gehörte er dem Vorstand des Vereins der deutschen Buchhändler an. Zudem war er in mehreren leitenden Positionen im Börsenverein des Deutschen Buchhandels und im Deutschen Buchgewerbe-Verein tätig.

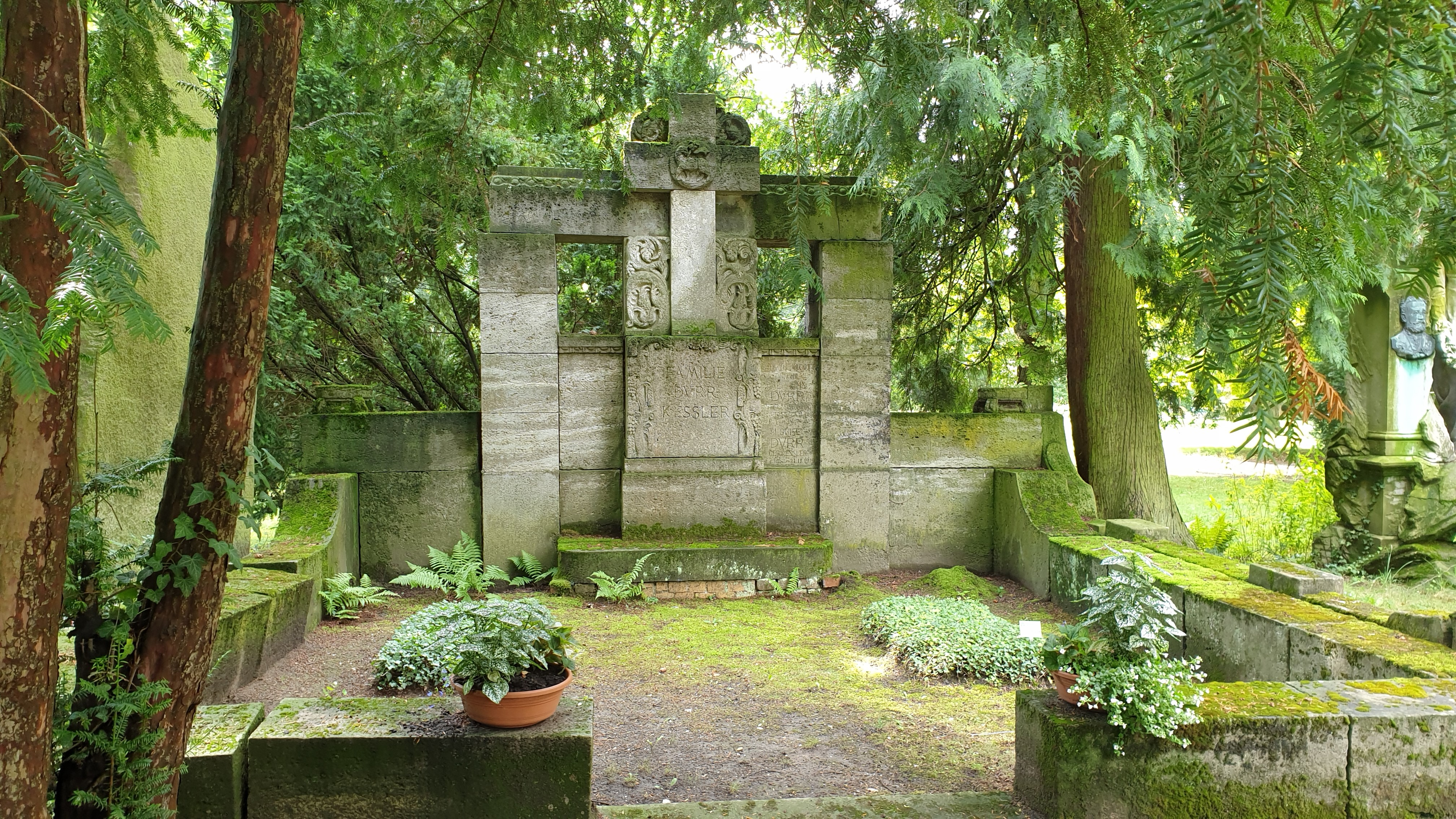
Familiengrabstätte Dürr-Keßler. Hier ruhen Alphons Dürr und seine Frau

Der umfangreiche Nachlass Dürrs, unter anderem mit Autographen von Theodor Storm, Ludwig Richter oder Moritz von Schwind, befindet sich als Dr. Alphons-Dürr-Stiftung im Deutschen Buch- und Schriftmuseum.

## Schriften (Auswahl)
- Adam Friedrich Oeser. Ein Beitrag zur Kunstgeschichte des 18. Jahrhunderts. Alphons Dürr, Leipzig 1879, DNB 580839516.
- Hrsg.: Joseph Ritter von Führich. Der Bethlehemitische Weg. 13 Original-Zeichnungen in Holzschnitt ausgeführt von A. Gaber und K. Oertel. Mit einer Lebensskizze des Künstlers. 3. Auflage, Alphons Dürr, Leipzig 1880.
- Friedrich Prellers Odyssee-Landschaften. Mit einer Biographie des Künstlers. Alphons Dürr, Leipzig 1881, SWB Online-Katalog 328189782.
- Preller und Goethe. In: Zeitschrift für bildende Kunst 17 (1882), ZDB-ID 202971-6, S. 357–365.
- Johann Heinrich Meyer in seinen Beziehungen zu Goethe. In: Zeitschrift für bildende Kunst 20 (1884), S. 25–35, 59–71.
- Ein halbvergessenes Werk von Schwind. In: Gesammelte Studien zur Kunstgeschichte. Eine Festgabe zum 4. Mai 1885 für Anton Springer. E. A. Seemann, Leipzig 1885, SWB Online-Katalog 000424986, S. 231–239. (Digitalisat der UB Heidelberg, abgerufen am 11. Oktober 2019)
- Hrsg.: Moritz von Schwinds Wandgemälde im Schloss Hohenschwangau. 46 Kompositionen nach den Aquarell-Entwürfen in Kupfer gestochen von Julius Naue und Hermann Walde. Mit erläuterndem Text. Alphons Dürr, Leipzig 1886, SWB Online-Katalog 9871706588.
- Die Buchhandlung Alphons Dürr in Leipzig. Festschrift zur Feier des fünfzigjährigen Geschäfts-Jubiläums von Alphons Friedrich Dürr am 21. Februar 1903. Alphons Dürr, Leipzig 1903, DNB 580839494.